# Nebezpečná metoda
Nebezpečná metoda (v anglickém originále Dangerous Method) je kanadsko-britsko-německo-švýcarský film kanadského režiséra Davida Cronenberga z roku 2011. Film je adaptací divadelní hry Christophera Hamptona Talking Cure (jež je inspirována knihou Johna Kerra Nebezpečná metoda) a zachycuje reálné historické osobnosti a události. Pojednává o sporu mezi zakladatelem psychoanalýzy Sigmundem Freudem a jeho odpadlým žákem Carlem Gustavem Jungem, a také o milostném vztahu Junga k jeho pacientce Sabině Spielreinové.
Role Freuda se zhostil Cronenbergův dvorní herec Viggo Mortensen, Junga ztvárnil Michael Fassbender a jeho hystericko-masochistickou milenku Keira Knightley.

## Obsazení
| Keira Knightley         | Sabina Spielreinová |
| Michael Fassbender      | Carl Gustav Jung    |
| Sarah Gadonová          | Emma Jungová        |
| Viggo Mortensen         | Sigmund Freud       |
| Vincent Cassel          | Otto Gross          |
| André Hennicke          | Eugen Bleuler       |
| Arndt Schwering-Sohnrey | Sándor Ferenczi     |
| Mignon Remé             | Jungův tajemník     |